# Tercera fitna
La tercera fitna (àrab: الفتنة الثاﻟﺜـة, al-fitna aṯ-ṯāliṯa) fou una sèrie de guerres civils i alçaments contra el califat omeia que començà amb el derrocament del califa al-Walid II el 744 i s'acabà amb la victòria de Marwan II sobre diversos rebels i rivals pel califat el 747. Tanmateix, Marwan II no aconseguí restaurar completament l'autoritat omeia i la guerra civil enllaçà amb la revolució abbàssida (746–750), que desembocà en la caiguda dels omeies i el sorgiment del Califat Abbàssida el 750. Per aquest motiu, és impossible fer una delimitació cronològica exacta d'aquest conflicte.